# Patrick Cousot

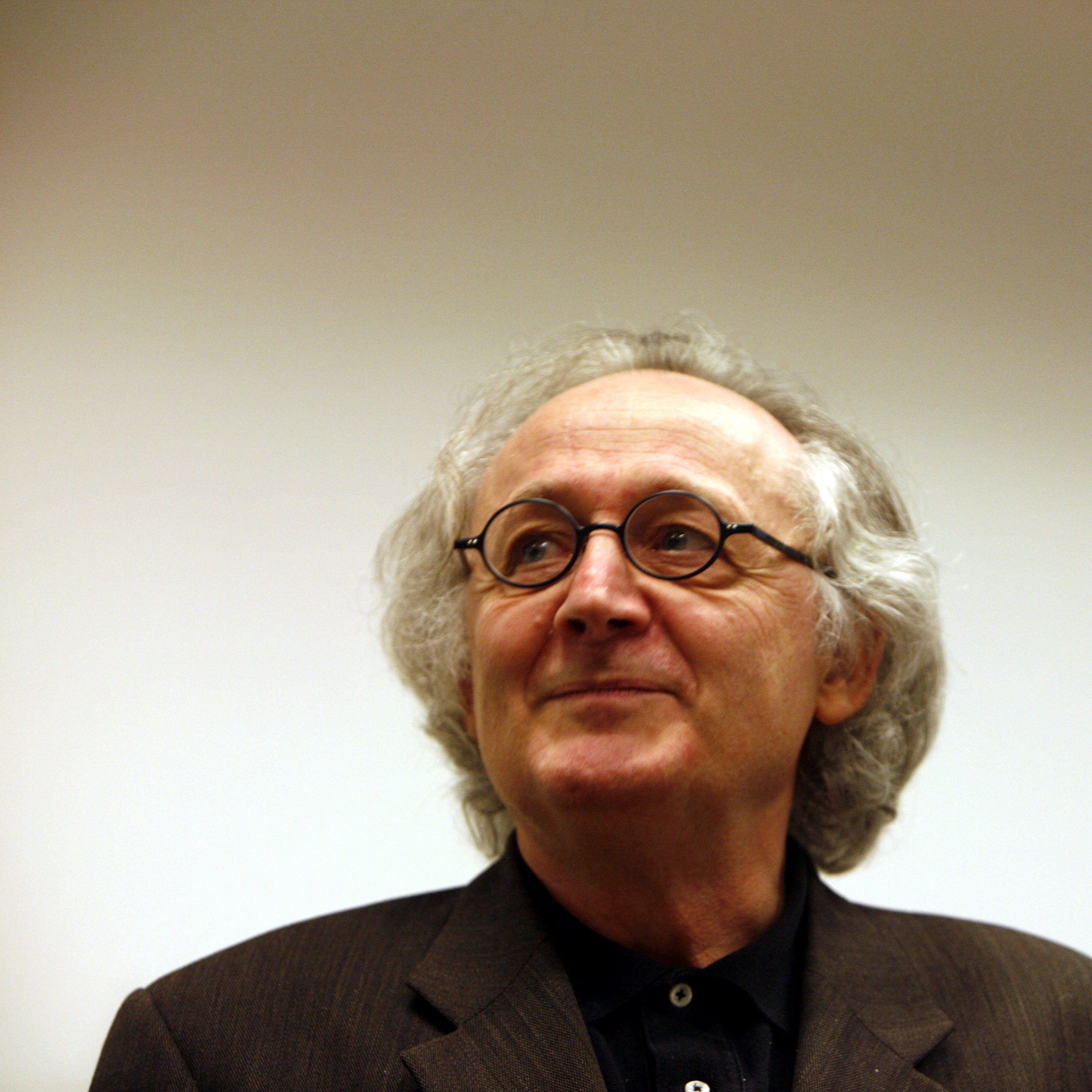
Patrick Cousot 2007

Patrick Cousot (* 3. Dezember 1948 in New York City) ist ein französischer Informatiker.
Er studierte an der École nationale supérieure des mines de Nancy und der Universität Grenoble, an der er 1974 bei Michael Griffiths promoviert wurde, mit dem zweiten Teil der französischen Promotion, dem Doctorat d´Etat, 1978 bei Philippe Jorrand. Er forschte für das CNRS an der Universität Grenoble, war Professor in Metz und an der École polytechnique und war ab 1991 Professor an der École normale supérieure. Später wurde er Professor am Courant Institute of Mathematical Sciences of New York University.
Er war Gastprofessor am  MIT Aeronautics and Astronautics Department.
Mit seiner Ehefrau Radhia Cousot entwickelte er um 1975 die Methode der Abstrakten Interpretation in der Programmanalyse. 2013 erhielten sie dafür den Harlan D. Mills Award der IEEE Computer Society und im selben Jahr den Programming Languages Achievement Award der ACM SIGPLAN. Er erhielt  2006 den großen Preis für Informatik von EADS (Airbus) für die Entwicklung einer Fehlerprüf-Software für eingebettete Systeme (Astrée) mit seiner Frau und 1999 die Silbermedaille des CNRS. Er ist Ehrendoktor der Universität des Saarlandes (2001) sowie der Universität Venedig (2022), Ritter des Ordre national du Mérite und des Ordre des Palmes Académiques. Seit 2006 ist er ordentliches Mitglied der Academia Europaea. 2008 erhielt er den Humboldt-Forschungspreis. Für 2018 wurde ihm die John-von-Neumann-Medaille der IEEE zugesprochen, für 2022 der EATCS-Award der European Association for Theoretical Computer Science.